# Pristiphora decipiens
Pristiphora decipiens är en stekelart som först beskrevs av Eduard Enslin 1916.  Pristiphora decipiens ingår i släktet Pristiphora, och familjen bladsteklar. Det är osäkert om arten förekommer i Sverige.